# Sonate K. 65
Pour les articles homonymes, voir K65.
La sonate K. 65 (F.24/L.195) en la majeur est une œuvre pour clavier du compositeur italien Domenico Scarlatti.

## Présentation
La sonate K. 65, en la majeur, est notée Allegro.

## Manuscrits
Le manuscrit principal est le numéro 26 du volume XIV de Venise (1742), copié pour Maria Barbara.

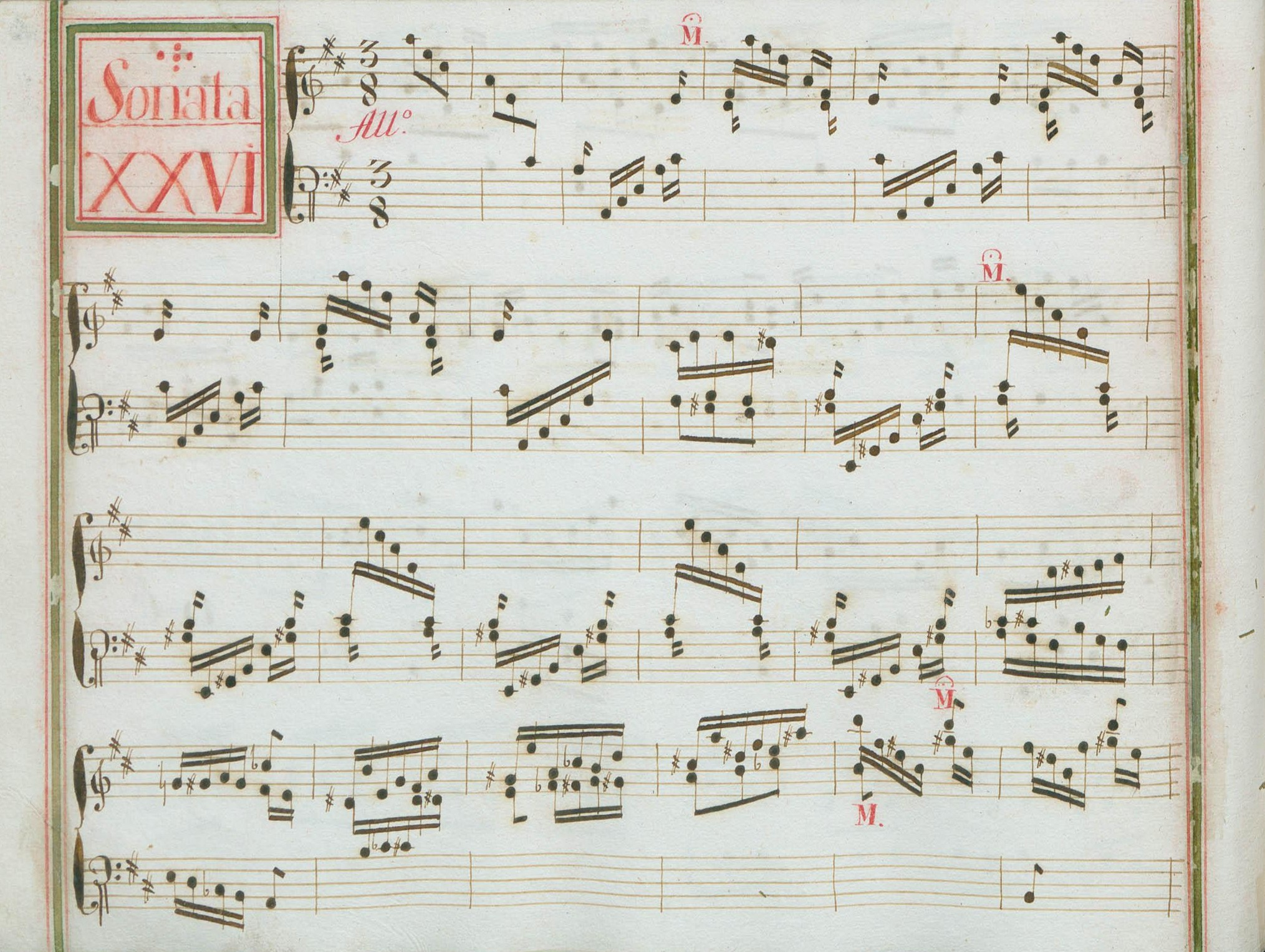
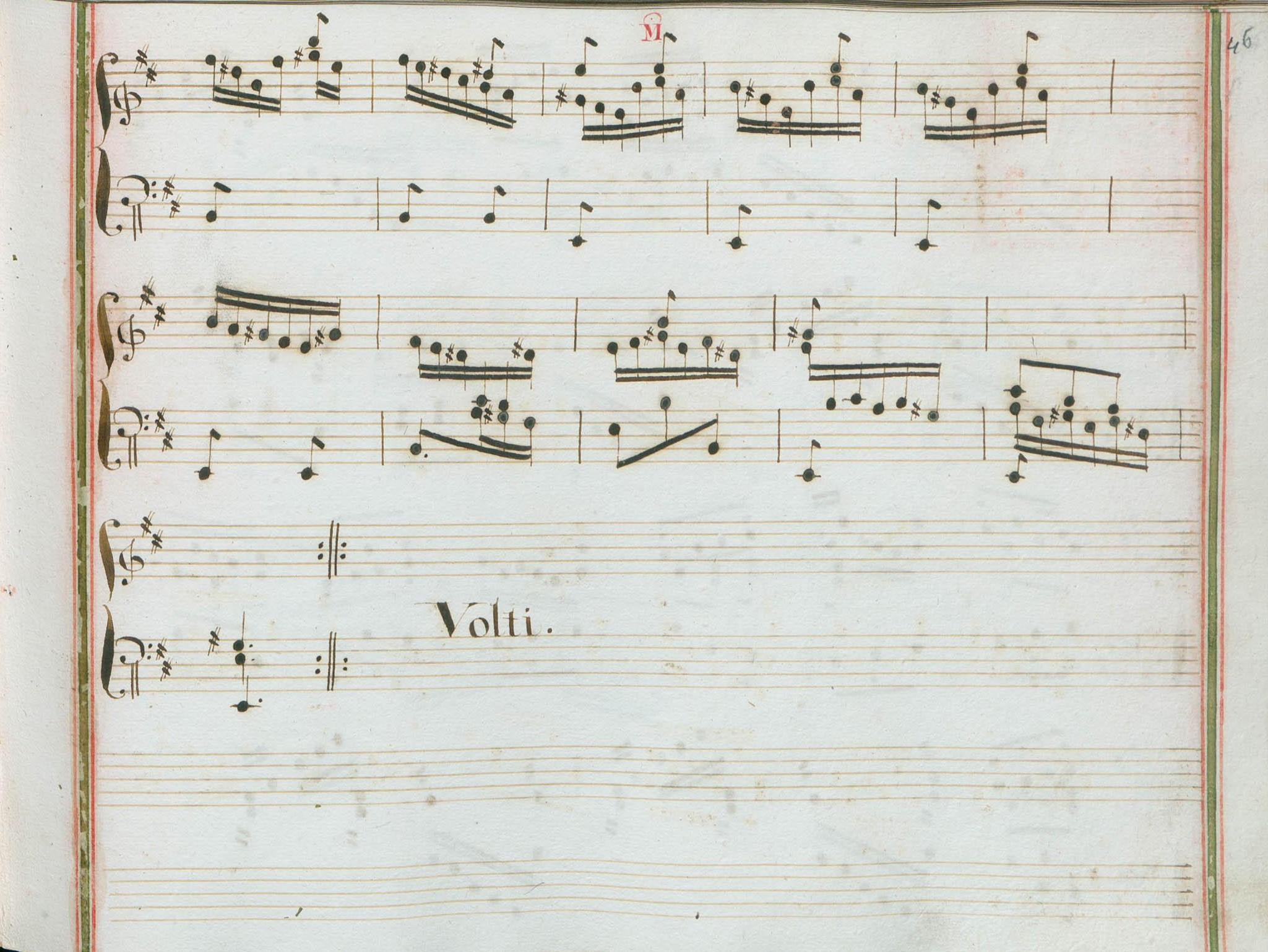

## Interprètes
La sonate K. 65 est défendue au clavecin, notamment par Scott Ross (1985, Erato), Laura Alvini (Frame), Richard Lester (2005, Nimbus, vol. 6), Pieter-Jan Belder (Brilliant Classics, vol. 2), Bertrand Cuiller (2009, Alpha), Mario Martinoli (2015, Etcetera) et Francesco Cera (Tactus, vol. 2).

## Sources
: document utilisé comme source pour la rédaction de cet article.
- Ralph Kirkpatrick (trad. de l'anglais par Dennis Collins), Domenico Scarlatti, Paris, Lattès, coll. « Musique et Musiciens », 1982 (1re éd. 1953 (en)), 493 p. (ISBN 978-2-7096-0118-4, OCLC 954954205, BNF 34689181).
- Alain de Chambure, « Domenico Scarlatti : Intégrale des sonates — Scott Ross », Erato (2564-62092-2), 1985 (OCLC 891183737) .